# Космос-1519
Космос-1519 је један од преко 2400 совјетских вјештачких сателита лансираних у оквиру програма Космос.
Космос-1519 је лансиран са космодрома Тјуратам, Бајконур, СССР, 29. децембра 1983. Ракета-носач Протон-К је поставила сателит у орбиту око планете Земље. Маса сателита при лансирању је износила 700 килограма. Космос-1519 је био навигациони сателит.